# Oued Isser (Tafna)
Der Oued Isser ist ein rechter Nebenfluss des Oued Tafna in Algerien.

## Verlauf
Der Fluss entsteht aus dem Zusammenfluss des Oued el Fernen (Chouly) und des Oued Beniane. Er fließt zunächst in nördliche Richtung. Bei etwa der Hälfte seines Einzugsgebietes schwenkt er nach Westen und durchfließt die 1988 in Betrieb genommene Talsperre El Izdihar. Er fließt weiter in westliche Richtung. Kurz vor der Mündung nimmt er seinen wichtigsten Nebenfluss, den Oued Sikkak, von links auf. Der Isser mündet schließlich etwa 4 km nördlich von Remchi in den Oued Tafna.

## Hydrometrie
Der Fluss hat ein relativ konstantes Abflussverhalten. Allerdings konnte er bei Starkregenereignissen seinen Abfluss binnen eines Tages verhundertfachen, wie zum Beispiel im März und Juni 1980. Seit dem Bau der El Izdihar Talsperre 1988 werden solche Peaks abgefangen. Auch fällt er seitdem häufiger in den Sommermonaten trocken.
Die Abflussmenge des Isser wurde an der hydrologischen Station Bensekrane bei gut der Hälfte des Einzugsgebietes, über die Jahre 1979 bis 1999 gemittelt, gemessen (in m³/s).